# Zamek Piastowski w Oławie
Zamek Piastowski w Oławie – budowla renesansowo-barokowa, wybudowana w miejscu dawnego gotyckiego zameczku myśliwskiego księcia Ludwika I z końca XIV wieku jako trzeci z kolei oławski obiekt zamkowy (pierwszy, siedziba kasztelanii, istniał w południowo-wschodniej części grodu do czasu wojen husyckich). Budowlę w stylu renesansowym rozpoczął w 1541 mistrz Jakub z Mediolanu (prawdopodobnie o nazwisku Parr, budowniczy zamku w Bolkowie), a kontynuował ją od 1588 roku również Włoch, Bernard Niuron. Dzisiaj, po wielu przebudowach, ta część zamku jest plebanią kościoła pod wezwaniem świętych Apostołów Piotra i Pawła. Przebudowie uległ cały obszar gotyckiego zamku, z nieistniejącymi już skrzydłami zachodnim i północnym, gdzie znajdował się kościół zamkowy. Wieża kościelna, ostatni fragment północnej zabudowy, zawaliła się pod koniec lat. 70. XX wieku.
Dzisiejszy kościół stanowił początkowo dwukondygnacyjny pawilon w stylu wczesnobarokowym, dobudowany do części renesansowej od strony wschodniej. Wznosili go również mistrzowie włoscy, z których najbardziej znany był Carlo Rossi (druga połowa XVII wieku), za panowania księcia Chrystiana (1618-1672), żonatego z Ludwiką Anhalcką (1631-1680), stąd tę część zamku określano jako "Christianbau".  Budowla zwieńczona była tarasem z ogrodem, co w warunkach polskiego klimatu nie sprawdziło się i doprowadziło do szybkiej dewastacji tego skrzydła.
Kolejną dobudowę, od strony wschodniej, przeprowadziła w latach 1673-1680 po śmierci męża sama księżna Ludwika Anhalcka, matka ostatniego Piasta, Jerzego Wilhelma. Od niemieckiej wersji jej imienia ta część zamku nosiła nazwę "Luisenbau". Herby księstwa oławskiego i Anhalt-Dessau, napis na płycinie nad portalem z chronostychami w każdym wersie:
- górnym: MDCLVVVVIII –  1673
- dolnym: MDCLXVVIIIII – 1675  zawierającymi daty. Napis w j. łac. :

MoenIa sIC aVgVsta noVat LoVIsa regenDo:
finIIt; aMpLIfICet natVs ab aXe Datus
 (Tę budowlę odnowiła Luisa regentka i też ją zakończyła).

W bocznej ścianie wmurowane są dwie płyty z kartuszami zawierającymi herby:
- Anny Marii Anhalckiej (1561–1605) i jej męża:
- Joachima Fryderyka legnicko-brzeskiego (1550–1602), babci i dziadka Chrystiana (1618-1672).

Budowniczym w stylu barokowym był również Carlo Rossi. W tym czasie zlikwidowano umocnienia zamku od strony miasta, a w ich miejsce założono ogród. Teren ten z czasem zmieniał funkcje i przekształcił się w Plac Zamkowy. Za rządów Jakuba Sobieskiego zamek otrzymał nowe wyposażenie wnętrz i miał bardzo prestiżowy charakter. Po opuszczeniu Oławy przez królewicza w 1734 roku obiekt zaczął podupadać. Za czasów pruskich był tu lazaret i piekarnia. Najbardziej zdewastowany gmach Chrystiana rozebrano i w latach 1833-1835 powstał w jego miejsce kościół katolicki według projektu Karla Friedricha Schinkla, natomiast kościół w północnym skrzydle przerobiono na browar. We wschodnim skrzydle obszaru zamkowego urządzono koszary, później zaadaptowane na fabrykę cygar. W gmachu Luizy powstała szkoła, obok której postawiono niewielki budynek wartowni koszarowej - odwachu (dzisiaj tzw. "tajwan"), a na początku XX wieku wieżę ciśnień, degradując tym samym całkowicie reprezentacyjny charakter kompleksu zamkowego.
W czasie II wojny światowej najbardziej ucierpiał gmach Luizy. Odbudowano go na początku lat. 60. na siedzibę powiatu. Aktualnie mieści się w nim Urząd Miejski, chociaż od 1823 r. siedzibą władz miejskich był oławski ratusz.

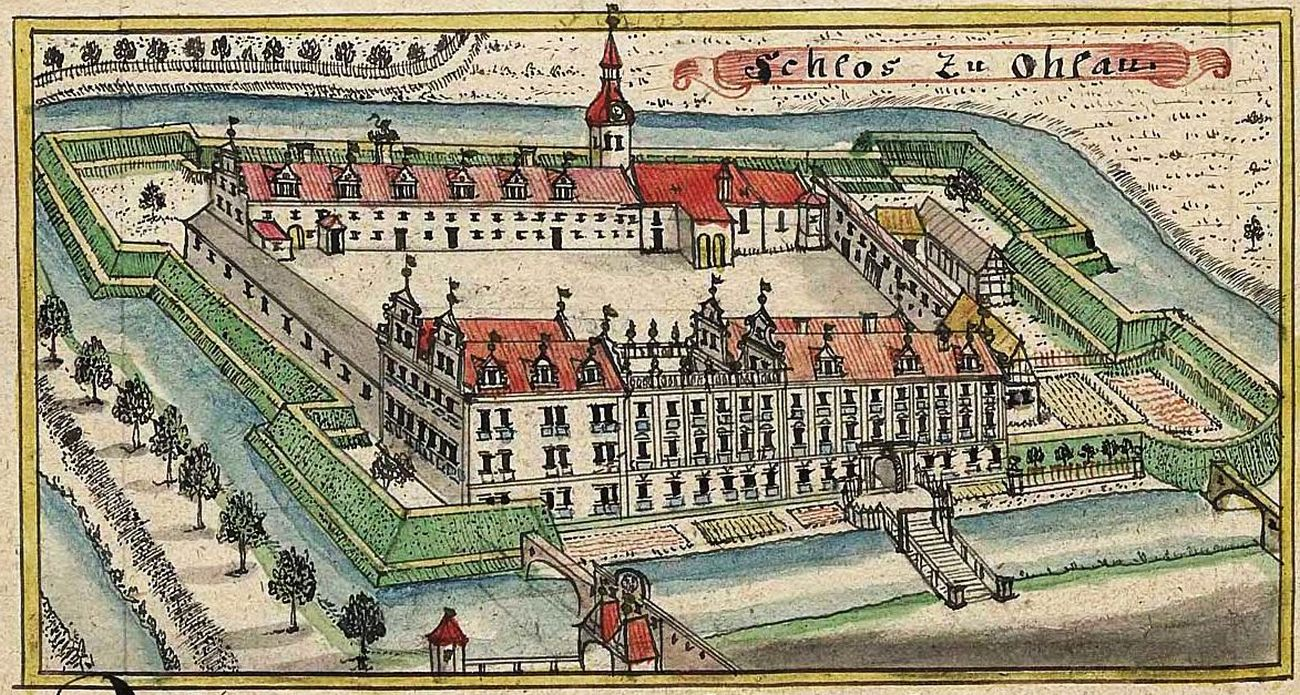
Zamek w XVIII w.
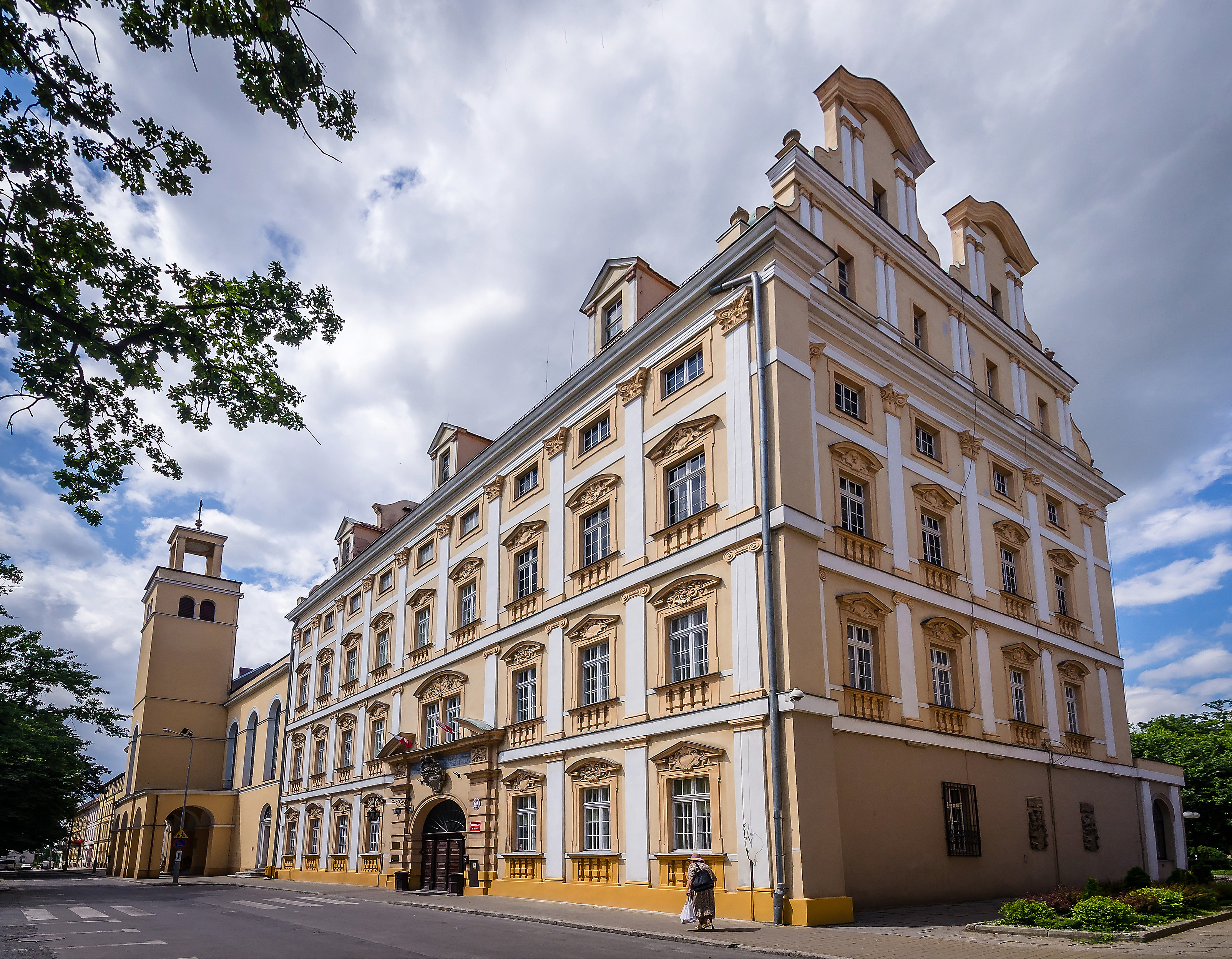
Zamek w XXI w.
Herb ks. oławskiego
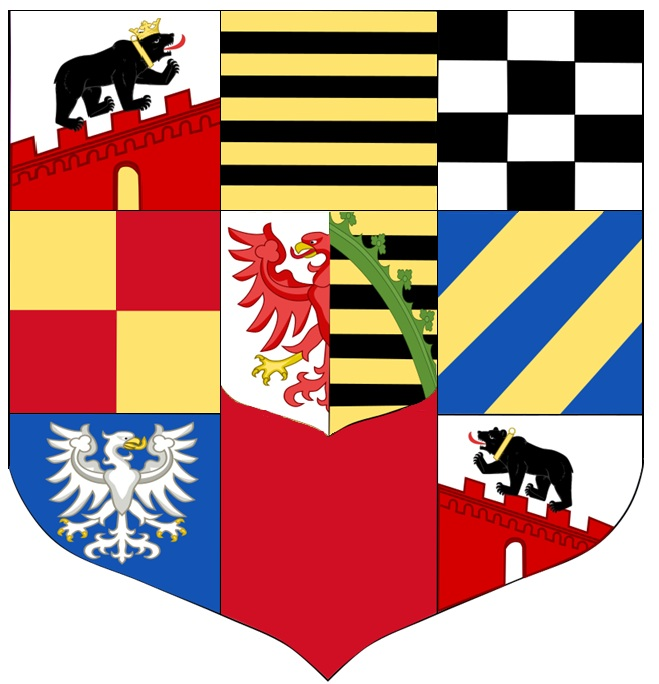
Anny i Ludwiki  Anhalckiej